# Hain Rebas
Hain Rebas, född 23 januari 1943 i Tallinn, är en estnisk-svensk historiker, officer, politiker och professor emeritus.
Rebas kom till Sverige som flykting under andra världskriget och växte upp i Göteborg. Han studerade sedan vid universitetet, blev filosofie kandidat 1967 och filosofie doktor 1976. Han utnämndes till reservofficer (kapten) i Försvarsmakten 1973 och till major i den estniska försvarsmakten 1996.
Rebas undervisade i historia vid Göteborgs universitet 1970-1980. År 1977-1978 samt 1979, 1984 och 1987 var han gästlektor i Kanada. År 1980-2008 var han professor vid Kiels universitet, 1987-1988 vid universitetet i Toronto och 1991-1992 vid Tartu universitet. År 1990-1992 var han ledamot av Estlands parlament, Riigikogu, och dess utskott för utrikesfrågor. Han var under samma tid president Lennart Meris rådgivare. Från den 21 oktober 1992 till den 5 augusti 1993 var han Estlands försvarsminister.
Hain Rebas är bror till Aho Rebas.